# Championnats du monde de cyclisme sur piste juniors 2022
Navigation
Édition précédente Édition suivante
Les Championnats du monde de cyclisme sur piste juniors 2022 ont lieu du 23 au 27 août 2022 sur le vélodrome Sylvan Adams de Tel Aviv, en Israël. Les championnats sont réservés aux coureurs nés en 2004 et 2005 (17/18 ans).
Les championnats du monde étaient initialement prévus pour août 2021. Étant donné que les championnats du monde juniors du Caire prévus pour 2020 ont été reportés en raison de la pandémie de Covid-19, les mondiaux en Israël ont également dû être reportés d'un an.

## Programme
| Date             | Hommes                                                   | Femmes                                                |
| ---------------- | -------------------------------------------------------- | ----------------------------------------------------- |
| Mardi 23 août    | Vitesse par équipes                                      | Scratch, vitesse par équipes                          |
| Mercredi 24 août | Keirin, poursuite par équipes, scratch                   | Course à l'élimination, poursuite par équipes         |
| Jeudi 25 août    | Course aux points, poursuite individuelle                | Omnium, vitesse individuelle                          |
| Vendredi 26 août | Omnium, vitesse individuelle                             | 500 mètres, course aux points, poursuite individuelle |
| Samedi 27 août   | Course à l'américaine, Course à l'élimination, kilomètre | Course à l'américaine, Keirin                         |

## Médaillés
- (q) signifie que le coureur n'a pas participé à la finale pour la médaille, mais à un tour qualificatif.

### Hommes
| Épreuves               | Or                                                                                              | Argent                                                                          | Bronze                                                                                          |
| ---------------------- | ----------------------------------------------------------------------------------------------- | ------------------------------------------------------------------------------- | ----------------------------------------------------------------------------------------------- |
| Kilomètre              | Matěj Hytych                                                                                    | Mattia Predomo                                                                  | Minato Nakaishi                                                                                 |
| Keirin                 | Mattia Predomo                                                                                  | Francisco Jaramillo                                                             | Ayato Abe                                                                                       |
| Vitesse individuelle   | Mattia Predomo                                                                                  | Ryan Elliott                                                                    | Luca Spiegel                                                                                    |
| Vitesse par équipes    | Australie Dylan Stanton Maxwell Liebeknecht Ryan Elliott                                        | Allemagne Luca Spiegel Danny Werner Pete-Collin Flemming Torben Osterheld (q)   | Nouvelle-Zélande Liam Cavanagh Jaxson Russell Luke Blackwood                                    |
| Poursuite individuelle | Carson Mattern                                                                                  | Theodor Storm                                                                   | Ben Jochum                                                                                      |
| Poursuite par équipes  | Italie Renato Favero Alessio Delle Vedove Luca Giaimi Matteo Fiorin Andrea Raccagni Noviero (q) | Allemagne Tobias Müller Ben Jochum Bruno Kessler Jasper Schröder Leon Arenz (q) | Nouvelle-Zélande Kyle Aitken Lewis Johnston Joel Douglas Oliver Watson-Palmer Edward Pawson (q) |
| Scratch                | Dominik Ratajczak                                                                               | Daniil Yakovlev                                                                 | Žak Eržen                                                                                       |
| Course aux points      | Bruno Kessler                                                                                   | Dario Igor Belletta                                                             | Valentyn Kabashnyi                                                                              |
| Américaine             | Tchéquie Milan Kladec Radovan Štec                                                              | Ukraine Valentyn Kabashnyi Daniil Yakovlev                                      | Allemagne Bruno Kessler Jasper Schröder                                                         |
| Omnium                 | Carson Mattern                                                                                  | Tobias Müller                                                                   | Raphael Kokas                                                                                   |
| Course à l'élimination | Žak Eržen                                                                                       | Jhohan Marín                                                                    | Matyáš Koblížek                                                                                 |

### Femmes
| Épreuves               | Or                                                                          | Argent                                                                                                 | Bronze                                                                                     |
| ---------------------- | --------------------------------------------------------------------------- | --- | ------------------------------------------------------------------------------------------ |
| 500 mètres             | Chaeyeon Kim                                                                | Clara Schneider                                                                                        | Julie Nicolaes                                                                             |
| Keirin                 | Clara Schneider                                                             | Doye Kim                                                                                               | Anna Jaborníková                                                                           |
| Vitesse individuelle   | Clara Schneider                                                             | Chaeyeon Kim                                                                                           | Julie Nicolaes                                                                             |
| Vitesse par équipes    | Allemagne Stella Müller Lara-Sophie Jäger Clara Schneider Bente Lürmann (q) | Australie Emma Stevens Tyler Puzicha Sophie Marr                                                       | Tchéquie Natálie Mikšaníková Sára Peterková Anna Jaborníková                               |
| Poursuite individuelle | Federica Venturelli                                                         | Isabel Sharp                                                                                           | Lara Lallemant                                                                             |
| Poursuite par équipes  | France Clémence Chéreau Aurore Pernollet Heïdi Gaugain Lara Lallemant       | Italie Martina Sanfilippo Federica Venturelli Francesca Pellegrini Valentina Zanzi Vitorria Grassi (q) | Allemagne Justyna Czapla Magdalena Fuchs Seana Littbarski-Gray Hannah Kunz Jette Simon (q) |
| Scratch                | Maja Tracka                                                                 | Chloe Patrick                                                                                          | Anna Kolyzhuk                                                                              |
| Course aux points      | Heïdi Gaugain                                                               | Chloe Patrick                                                                                          | Anna Kolyzhuk                                                                              |
| Américaine             | Grande-Bretagne Grace Lister Zoe Bäckstedt                                  | Japon Maho Kakita Mizuki Ikeda                                                                         | Pays-Bas Babette van der Wolf Nienke Veenhoven                                             |
| Omnium                 | Aurore Pernollet                                                            | Maja Tracka                                                                                            | Grace Lister                                                                               |
| Course à l'élimination | Barbora Němcová                                                             | Anna Kolyzhuk                                                                                          | Isabel Sharp                                                                               |

## Tableau des médailles
| Rang  | Nation           | Or | Argent | Bronze | Total |
| ----- | ---------------- | -- | ------ | ------ | ----- |
| 1     | Allemagne        | 4  | 4      | 4      | 12    |
| 2     | Italie           | 4  | 3      | 0      | 7     |
| 3     | Tchéquie         | 3  | 0      | 3      | 6     |
| 4     | France           | 3  | 0      | 1      | 4     |
| 5     | Pologne          | 2  | 1      | 0      | 3     |
| 6     | Canada           | 2  | 0      | 0      | 2     |
| 7     | Australie        | 1  | 2      | 0      | 3     |
| 7     | Corée du Sud     | 1  | 2      | 0      | 3     |
| 9     | Grande-Bretagne  | 1  | 1      | 2      | 4     |
| 10    | Slovénie         | 1  | 0      | 1      | 2     |
| 11    | Ukraine          | 0  | 3      | 3      | 6     |
| 12    | Colombie         | 0  | 2      | 0      | 2     |
| 12    | États-Unis       | 0  | 2      | 0      | 2     |
| 14    | Japon            | 0  | 1      | 2      | 3     |
| 15    | Danemark         | 0  | 1      | 0      | 1     |
| 16    | Belgique         | 0  | 0      | 2      | 2     |
| 16    | Nouvelle-Zélande | 0  | 0      | 2      | 2     |
| 18    | Autriche         | 0  | 0      | 1      | 1     |
| 18    | Pays-Bas         | 0  | 0      | 1      | 1     |
| Total | Total            | 22 | 22     | 22     | 66    |